# 国道491号

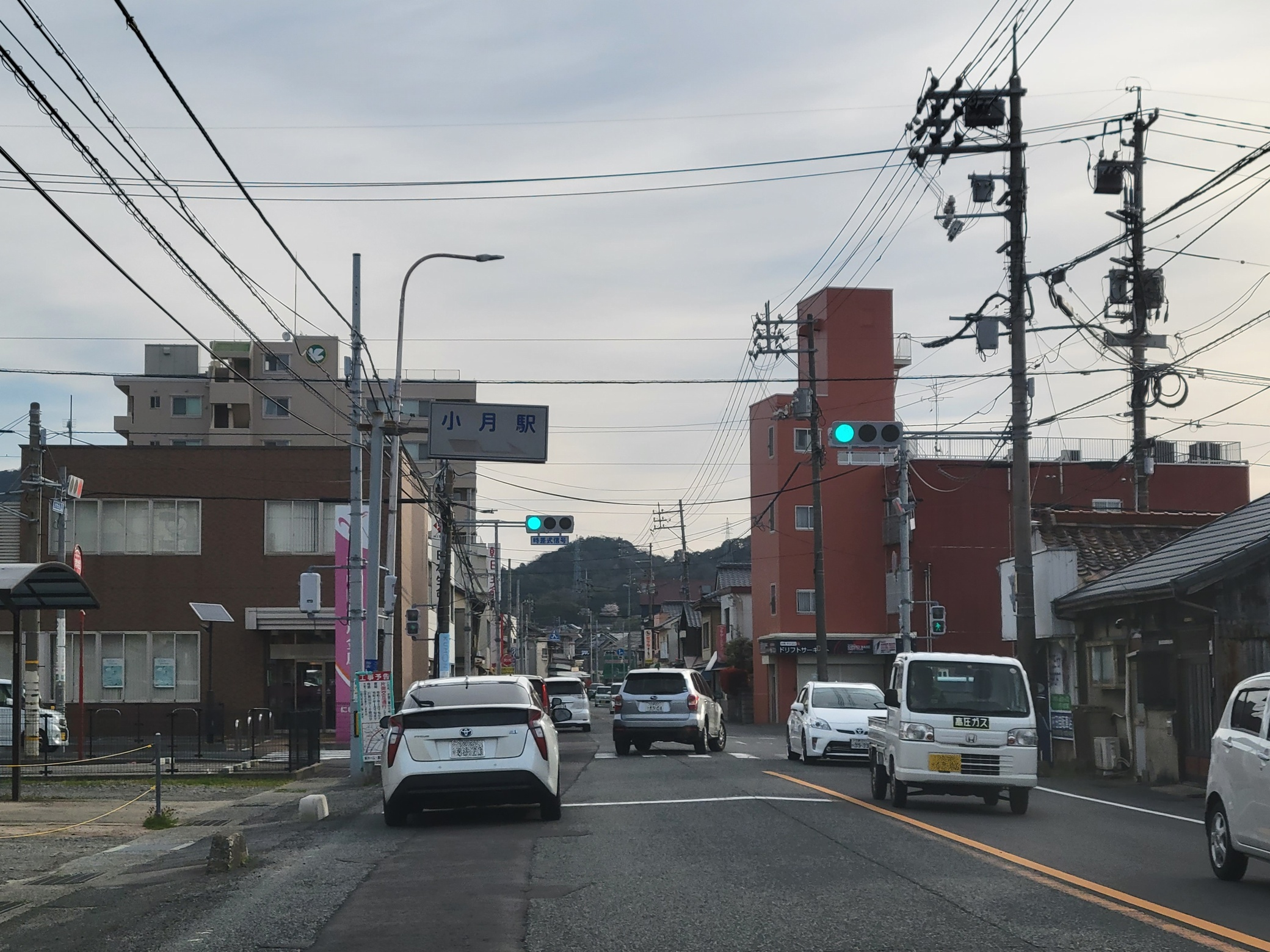
下関市小月駅前（国道2号旧道、2022年）

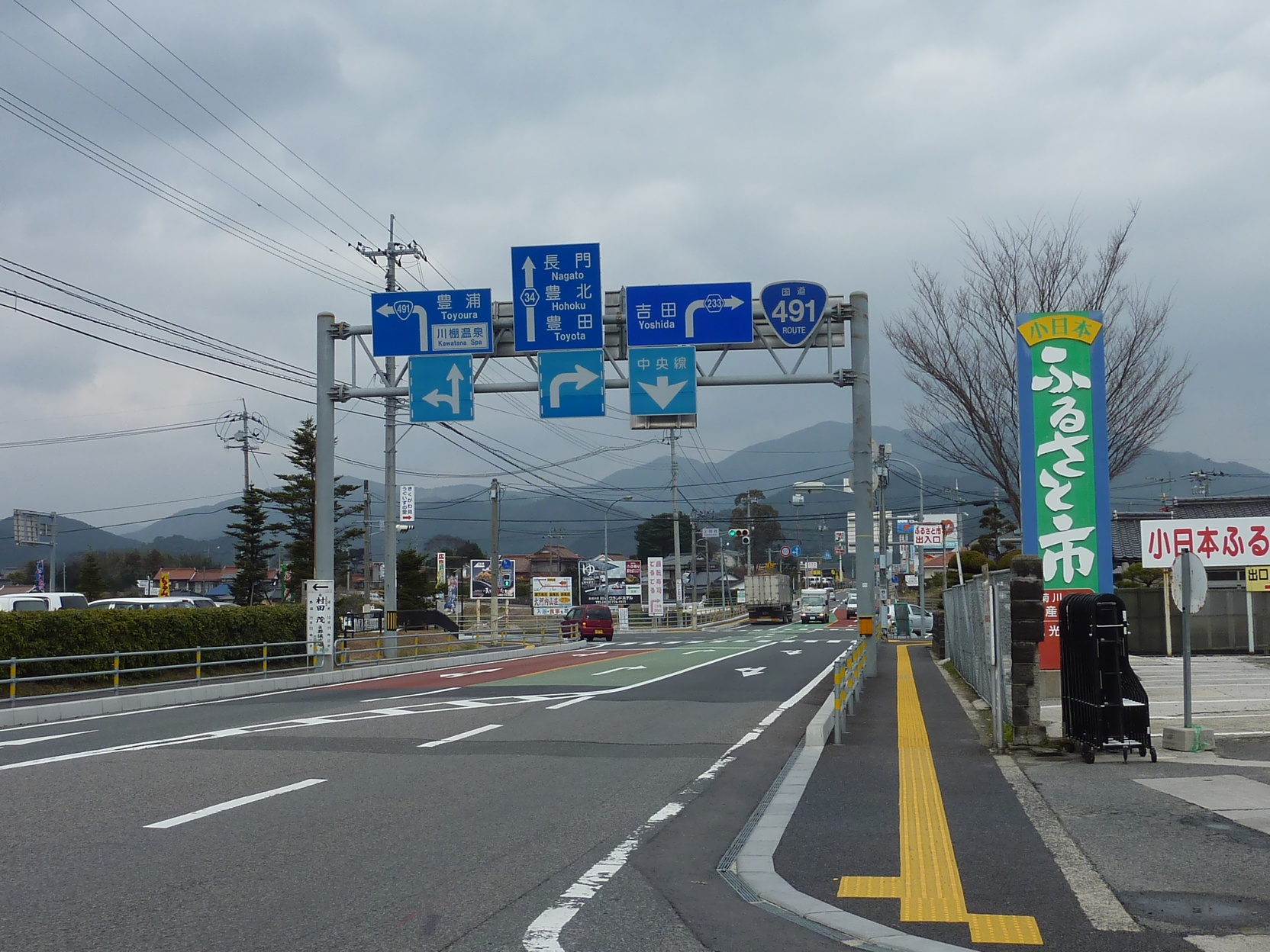
下関市菊川町（道の駅付近、2011年）

国道491号（こくどう491ごう）は、山口県下関市から長門市に至る一般国道である。

## 概要
瀬戸内海側に面する山口県下関市長府の国道2号分岐を起点に、山口県内を縦断して貴飯峠（きばだお）を越えて、日本海側の長門市油谷の国道191号交点に至る延長約54 kmの一般国道の路線であるが、本路線はいわゆる「酷道」とよばれる路線に挙げられており、特に貴飯峠と下関・長門市境で道路幅員が狭いことが特徴として知られる。
山陰自動車道に並行する自動車専用道路として整備が予定されている「俵山・豊田道路」と「長門・俵山道路」（下関市豊田町八道 - 長門市深川湯本間）は国道491号のバイパスとして位置づけられており、俵山・豊田道路起点で国道435号を介して国道491号と間接的に接続する予定である。なお両道路は国道491号現道とは大きく異なる経路となっており、県道下関長門線に並行する経路を取っている。

### 路線データ
一般国道の路線を指定する政令に基づく起終点および重要な経過地は次のとおり。
- 起点：下関市（才川交差点 = 国道2号交点）
- 終点：山口県大津郡油谷町[注釈 2]（新大坊交差点 = 国道191号交点）
- 重要な経過地：山口県豊浦郡豊田町[注釈 3]
- 総延長 : 58.8 km（重用延長を含む。）[4][注釈 4]
- 重用延長 : 2.5 km[4][注釈 4]
- 未供用延長 : なし[4][注釈 4]
- 実延長 : 56.4 km[4][注釈 4]
  - 現道 : 51.0 km[4][注釈 4]
  - 旧道 : なし[4][注釈 4]
  - 新道 : 5.4 km[4][注釈 4]
- 指定区間：なし[5]

## 歴史
1993年（平成5年）4月1日に一般国道の路線を指定する政令の改正により、それまでの山口県道37号下関豊田油谷線・山口県道34号下関長門線の一部を指定して成立した。起点から下関市小月本町2丁目（小月小島交差点）までの間は旧国道2号の区間であり、小月バイパスの完成によりいったん県道下関長門線に降格したものを国道に再昇格させたものである。2013年度（平成25年度）より、小月小島交差点と小月バイパスを直結する「下小月バイパス」の事業に着手している。

### 年表
- 1993年（平成5年）4月1日 - 一般国道491号指定。

## 路線状況
下関市と長門市を短絡させるルートであり、半分以上の区間は片側1車線で整備されている。いわゆる「酷道」とよばれる区間は2カ所あり、貴飯峠を挟む下関市菊川町大字貴飯から下関市豊田町大字杢路子（狗留孫山登山口）の間、および下関市・長門市境となる下関市豊田町大字一ノ俣（一の俣温泉付近）から長門市油谷河原（大坊ダム付近）の区間は幅員が1.0車線ときわめて狭く、急カーブ・急勾配が連続する。貴飯峠には「大型車通り抜けできません」の標識、下関・長門市境は「大型車通行困難」の標識が設置されていて、路上には小さな落石や落ち葉や木の枝が落ちているなど、路面状態が悪い。
長門市付近は国道491号の改良工事が進められており、時期によっては通行止めとなっていることもある。

### バイパス
- 長門・俵山道路
- 俵山・豊田道路（計画）
- 上小月バイパス
- 下小月バイパス（事業中）

### 重複区間
- 国道435号（下関市豊田町大字浮石 - 下関市豊田町大字荒木）

### 道路施設

#### 橋梁
- 神田川橋（神田川）
- 田部大橋（田部川）

#### 道の駅
- きくがわ（下関市）

## 地理

### 通過する自治体
- 山口県
  - 下関市 - 長門市

### 交差する道路
| 交差する道路                                                              | 市町村名 | 交差する場所                   | 交差する場所        |
| ------------------------------------------------------------------------- | -------- | ------------------------------ | ------------------- |
| 国道2号 国道9号 重複                                                      | 下関市   | 長府才川1丁目                  | 才川交差点 / 起点   |
| 山口県道33号下関美祢線 重複区間起点                                       | 下関市   | 王司神田1丁目                  |                     |
| 山口県道33号下関美祢線 重複区間終点 山口県道40号豊浦清末線                | 下関市   | 清末五毛1丁目                  |                     |
| 山口県道253号小月停車場線                                                 | 下関市   | 小月駅前1丁目                  |                     |
| 山口県道265号七見小月線 重複区間起点                                      | 下関市   | 小月西の台                     | 小島交差点          |
| E2A 中国自動車道                                                          | 下関市   | 小月幸町                       | 36 小月IC           |
| 山口県道260号宇賀山陽線 重複区間起点 山口県道265号七見小月線 重複区間終点 | 下関市   | 大字小月町                     |                     |
| 山口県道260号宇賀山陽線 重複区間終点                                      | 下関市   | 菊川町大字上田部               |                     |
| 山口県道265号七見小月線                                                   | 下関市   | 菊川町大字田部                 | 十王堂交差点        |
| 山口県道34号下関長門線 重複区間起点 山口県道233号美祢菊川線               | 下関市   | 菊川町大字上岡枝               | 上岡枝交差点        |
| 山口県道34号下関長門線 重複区間終点 山口県道260号宇賀山陽線 重複区間起点  | 下関市   | 菊川町大字楢崎                 | 楢崎交差点          |
| 山口県道35号豊浦菊川線                                                    | 下関市   | 菊川町大字楢崎                 | 岡田上交差点        |
| 山口県道260号宇賀山陽線 重複区間終点                                      | 下関市   | 菊川町大字川棚                 |                     |
| 山口県道262号豊浦豊田線                                                   | 下関市   | 豊田町大字杢路子（むくろうじ） |                     |
| 山口県道327号狗留孫山公園線                                               | 下関市   | 豊田町大字杢路子               |                     |
| 山口県道269号豊田粟野港線                                                 | 下関市   | 豊田町大字杢路子               |                     |
| 国道435号 重複区間起点                                                    | 下関市   | 豊田町大字浮石                 |                     |
| 国道435号 重複区間終点                                                    | 下関市   | 豊田町大字荒木                 |                     |
| 山口県道38号美祢油谷線 重複区間起点                                       | 長門市   | 油谷河原                       |                     |
| 国道191号 山口県道38号美祢油谷線 重複区間終点                             | 長門市   | 油谷河原                       | 新大坊交差点 / 終点 |

### 交差する鉄道
- 山陽本線
- 山陽新幹線

### 峠
- 貴飯峠（下関市）